# Шевчук, Амвросий Михайлович
Амвросий Михайлович Шевчук — советский хозяйственный, государственный и политический деятель, Герой Социалистического Труда.

## Биография
Родился в 1906 году на территории Западной Украины. Член ВКП(б).
С 1920 года — на хозяйственной, общественной и политической работе. В 1920—1967 гг. — крестьянин, батрак, колхозник, председатель колхоза «Перемога» Золочевского района Львовской области Украинской ССР.
Указом Президиума Верховного Совета СССР от 22 марта 1966 года присвоено звание Героя Социалистического Труда с вручением ордена Ленина и золотой медали «Серп и Молот».
Избирался депутатом Верховного Совета СССР 3-го и 4-го созыва от Золочевского избирательного округа.